# Saison 2024 de l'équipe cycliste Groupama-FDJ
La saison 2024 de l'équipe cycliste Groupama-FDJ est la vingt-huitième de cette équipe.

## Coureurs et encadrement technique

### Effectif
| Coureur             | Date de Nais.     | Nationalité      | Équipe en 2023           | Vict. | Cont.             | Maillot dist.      |
| ------------------- | ----------------- | ---------------- | ------------------------ | ----- | ----------------- | ------------------ |
| Lewis Askey         | 4 mai 2001        | Royaume-Uni      | Groupama-FDJ             | 0     | 01/2022 - 12/2025 |                    |
| Cyril Barthe        | 14 février 1996   | France           | Burgos-BH                | 0     | 01/2024 - 12/2025 |                    |
| Sven Erik Bystrøm   | 21 janvier 1992   | Norvège          | Intermarché-Circus-Wanty | 0     | 01/2024 - 12/2025 |                    |
| Clément Davy        | 10 octobre 1998   | France           | Groupama-FDJ             | 0     | 01/2021 - 12/2025 |                    |
| David Gaudu         | 10 octobre 1996   | France           | Groupama-FDJ             | 2     | 01/2017 - 12/2025 |                    |
| Kevin Geniets       | 9 janvier 1997    | Luxembourg       | Groupama-FDJ             | 2     | 03/2019 - 12/2027 | - Route            |
| Lorenzo Germani     | 3 mars 2002       | Italie           | Groupama-FDJ             | 0     | 01/2023 - 12/2027 |                    |
| Romain Grégoire     | 21 janvier 2003   | France           | Groupama-FDJ             | 1     | 01/2023 - 12/2027 |                    |
| Thibaud Gruel       | 1er mai 2004      | France           | Groupama-FDJ Conti.      | 1     | 03/2023 - 12/2026 |                    |
| Ignatas Konovalovas | 8 décembre 1985   | Lituanie         | Groupama-FDJ             | 0     | 01/2016 - 12/2024 |                    |
| Stefan Küng         | 16 novembre 1993  | Suisse           | Groupama-FDJ             | 3     | 01/2019 - 12/2025 | - Contre-la-montre |
| Olivier Le Gac      | 27 août 1993      | France           | Groupama-FDJ             | 0     | 08/2014 - 12/2026 |                    |
| Eddy Le Huitouze    | 3 avril 2003      | France           | Groupama-FDJ Conti.      | 0     | 01/2024 - 12/2025 |                    |
| Fabian Lienhard     | 3 septembre 1993  | Suisse           | Groupama-FDJ             | 0     | 01/2020 - 12/2024 |                    |
| Valentin Madouas    | 12 juillet 1996   | France           | Groupama-FDJ             | 0     | 01/2018 - 12/2026 |                    |
| Lenny Martinez      | 11 juillet 2003   | France           | Groupama-FDJ             | 5     | 01/2023 - 12/2024 |                    |
| Rudy Molard         | 17 septembre 1989 | France           | Groupama-FDJ             | 0     | 01/2017 - 12/2026 |                    |
| Quentin Pacher      | 6 janvier 1992    | France           | Groupama-FDJ             | 0     | 01/2022 - 12/2025 |                    |
| Enzo Paleni         | 30 mai 2002       | France           | Groupama-FDJ             | 0     | 01/2023 - 12/2026 |                    |
| Paul Penhoët        | 28 décembre 2001  | France           | Groupama-FDJ             | 0     | 08/2022 - 12/2026 |                    |
| Laurence Pithie     | 17 juillet 2002   | Nouvelle-Zélande | Groupama-FDJ             | 1     | 01/2023 - 12/2024 |                    |
| Rémy Rochas         | 18 mai 1996       | France           | Cofidis                  | 0     | 01/2024 - 12/2025 |                    |
| Clément Russo       | 20 janvier 1995   | France           | Arkéa-Samsic             | 0     | 01/2024 - 12/2025 |                    |
| Marc Sarreau        | 10 juin 1993      | France           | AG2R Citroën             | 0     | 01/2024 - 12/2024 |                    |
| Reuben Thompson     | 15 janvier 2001   | Nouvelle-Zélande | Groupama-FDJ             | 0     | 01/2023 - 12/2024 |                    |
| Lars van den Berg   | 7 juillet 1998    | Pays-Bas         | Groupama-FDJ             | 0     | 01/2021 - 12/2025 |                    |
| Matthew Walls       | 20 avril 1998     | Royaume-Uni      | Bora-Hansgrohe           | 0     | 01/2024 - 12/2025 |                    |
| Samuel Watson       | 24 septembre 2001 | Royaume-Uni      | Groupama-FDJ             | 1     | 01/2023 - 12/2024 |                    |

### Encadrement technique
| Poste                          | Identité |
| ------------------------------ | --- |
| Manager général                | Marc Madiot |
| Directeur sportif              | Philippe Mauduit |
| Assistants directeurs sportifs | Anthony Bouillod, Benoît Vaugrenard, David Han, Frédéric Guesdon, Jérôme Gannat, Julien Pinot, Jussi Veikkanen, Nicolas Boisson, Thierry Bricaud, William Green, Yvon Caer |

## Champions nationaux, continentaux et mondiaux
| Date         | Course                                          | Maillot | Coureurs      | Pays       | Lieu          |
| ------------ | ----------------------------------------------- | ------- | ------------- | ---------- | ------------- |
| 20 juin 2024 | Championnat de Suisse du contre-la-montre       |         | Stefan Küng   | Suisse     | Aire-la-Ville |
| 23 juin 2024 | Championnat du Luxembourg de cyclisme sur route |         | Kevin Geniets | Luxembourg | Harlange      |

## Classement UCI par équipes
Le classement UCI par équipes se calcule en comptabilisant les points des 20 meilleurs coureurs de l'équipe. Ce classement est calculé avec les points acquis lors de l'année civile. Au terme d'une période de trois ans (2023-2025), les dix-huit meilleures équipes recevront une licence World Tour pour la prochaine période (2026-2028).
| Classement UCI (par équipes) au 20 octobre 2024. | Classement UCI (par équipes) au 20 octobre 2024. | Classement UCI (par équipes) au 20 octobre 2024. | Classement UCI (par équipes) au 20 octobre 2024. | Classement UCI (par équipes) au 20 octobre 2024. |
| #                                                | Équipe                                           | 2024                                             | Diff.                                            |                                                  |
| ------------------------------------------------ | ------------------------------------------------ | ------------------------------------------------ | ------------------------------------------------ | ------------------------------------------------ |
| 1                                                | UAE Team Emirates                                | 37407,60                                         | -                                                |                                                  |
| 2                                                | Team Visma-Lease a Bike                          | 20427,98                                         | 16979,62                                         |                                                  |
| 3                                                | Soudal Quick-Step                                | 18153,97                                         | 2274,01                                          |                                                  |
| 4                                                | Lidl-Trek                                        | 17989,00                                         | 164,97                                           |                                                  |
| 5                                                | Red Bull-Bora-Hansgrohe                          | 16894,33                                         | 1094,67                                          |                                                  |
| 6                                                | Decathlon AG2R La Mondiale                       | 15930,84                                         | 963,39                                           |                                                  |
| 7                                                | Ineos Grenadiers                                 | 15547,97                                         | 382,87                                           |                                                  |
| 8                                                | Alpecin-Deceuninck                               | 15020,00                                         | 527,97                                           |                                                  |
| 9                                                | Lotto Dstny                                      | 12579,29                                         | 2440,71                                          |                                                  |
| 10                                               | Groupama-FDJ                                     | 12357,00                                         | 222,29                                           |                                                  |
| 11                                               | Israel-Premier Tech                              | 11723,33                                         | 633,67                                           |                                                  |
| 12                                               | EF Education-EasyPost                            | 11594,95                                         | 128,38                                           |                                                  |
| 13                                               | Movistar Team                                    | 10879,00                                         | 715,95                                           |                                                  |
| 14                                               | Jayco AlUla                                      | 10625,30                                         | 253,70                                           |                                                  |
| 15                                               | Intermarché-Wanty                                | 9915,00                                          | 710,30                                           |                                                  |
| 16                                               | Team dsm-firmenich PostNL                        | 9646,63                                          | 268,37                                           |                                                  |
| 17                                               | Bahrain Victorious                               | 9547,16                                          | 99,47                                            |                                                  |
| 18                                               | Uno-X Mobility                                   | 8938,67                                          | 608,49                                           |                                                  |
| 19                                               | Arkéa-B&B Hotels                                 | 8735,00                                          | 203,67                                           |                                                  |
| 20                                               | Cofidis                                          | 7889,84                                          | 845,16                                           |                                                  |
| 21                                               | Astana Qazaqstan Team                            | 6563,24                                          | 1326,60                                          |                                                  |
| 22                                               | Tudor Pro Cycling Team                           | 5753,33                                          | 809,91                                           |                                                  |

| Liste des vingt coureurs marquant des points pour le classement UCI par équipes 2024. | Liste des vingt coureurs marquant des points pour le classement UCI par équipes 2024. | Liste des vingt coureurs marquant des points pour le classement UCI par équipes 2024. |
| #                                                                                     | Coureur                                                                               | Points                                                                                |
| ------------------------------------------------------------------------------------- | ------------------------------------------------------------------------------------- | ------------------------------------------------------------------------------------- |
| 1                                                                                     | Stefan Küng                                                                           | 2022,00                                                                               |
| 2                                                                                     | Valentin Madouas                                                                      | 1553,00                                                                               |
| 3                                                                                     | David Gaudu                                                                           | 1403,00                                                                               |
| 4                                                                                     | Romain Grégoire                                                                       | 1363,00                                                                               |
| 5                                                                                     | Laurence Pithie                                                                       | 1358,00                                                                               |
| 6                                                                                     | Lenny Martinez                                                                        | 1246,00                                                                               |
| 7                                                                                     | Quentin Pacher                                                                        | 760,00                                                                                |
| 8                                                                                     | Rudy Molard                                                                           | 574,00                                                                                |
| 9                                                                                     | Paul Penhoët                                                                          | 547,00                                                                                |
| 10                                                                                    | Kevin Geniets                                                                         | 323,00                                                                                |
| 11                                                                                    | Samuel Watson                                                                         | 233,00                                                                                |
| 12                                                                                    | Lewis Askey                                                                           | 229,00                                                                                |
| 13                                                                                    | Thibaud Gruel                                                                         | 180,00                                                                                |
| 14                                                                                    | Enzo Paleni                                                                           | 148,00                                                                                |
| 15                                                                                    | Rémy Rochas                                                                           | 130,00                                                                                |
| 16                                                                                    | Clément Russo                                                                         | 126,00                                                                                |
| 17                                                                                    | Eddy Le Huitouze                                                                      | 92,00                                                                                 |
| 18                                                                                    | Reuben Thompson                                                                       | 59,00                                                                                 |
| 19                                                                                    | Marc Sarreau                                                                          | 56,00                                                                                 |
| 20                                                                                    | Fabian Lienhard                                                                       | 55,00                                                                                 |
| TOTAL                                                                                 | TOTAL                                                                                 | 12357,00                                                                              |

| Classement UCI (par équipes) pour les années 2023 et 2024. | Classement UCI (par équipes) pour les années 2023 et 2024. | Classement UCI (par équipes) pour les années 2023 et 2024. | Classement UCI (par équipes) pour les années 2023 et 2024. | Classement UCI (par équipes) pour les années 2023 et 2024. | Classement UCI (par équipes) pour les années 2023 et 2024. |
| #                                                          | Équipe                                                     | 2023                                                       | 2024                                                       | Total                                                      | Diff.                                                      |
| ---------------------------------------------------------- | ---------------------------------------------------------- | ---------------------------------------------------------- | ---------------------------------------------------------- | ---------------------------------------------------------- | ---------------------------------------------------------- |
| 1                                                          | UAE Team Emirates                                          | 30963,18                                                   | 37407,60                                                   | 68370,78                                                   | -                                                          |
| 2                                                          | Team Visma-Lease a Bike                                    | 29654,45                                                   | 20427,98                                                   | 50082,43                                                   | 18288,35                                                   |
| 3                                                          | Soudal Quick-Step                                          | 18702,85                                                   | 18153,97                                                   | 36856,82                                                   | 13225,61                                                   |
| 4                                                          | Lidl-Trek                                                  | 16054,45                                                   | 17989,00                                                   | 34043,45                                                   | 2813,37                                                    |
| 5                                                          | Ineos Grenadiers                                           | 17760,93                                                   | 15547,97                                                   | 33308,90                                                   | 734,55                                                     |
| 6                                                          | Red Bull-Bora-Hansgrohe                                    | 13325,13                                                   | 16894,33                                                   | 30219,46                                                   | 3089,44                                                    |
| 7                                                          | Alpecin-Deceuninck                                         | 14519,25                                                   | 15020,00                                                   | 29539,25                                                   | 680,21                                                     |
| 8                                                          | Groupama-FDJ                                               | 14834,51                                                   | 12357,00                                                   | 27191,51                                                   | 2347,74                                                    |
| 9                                                          | Lotto Dstny                                                | 14112,83                                                   | 12579,29                                                   | 26692,12                                                   | 499,39                                                     |
| 10                                                         | Bahrain Victorious                                         | 15787,81                                                   | 9547,16                                                    | 25334,97                                                   | 1357,15                                                    |
| 11                                                         | Decathlon AG2R La Mondiale                                 | 9096,00                                                    | 15930,84                                                   | 25026,84                                                   | 308,13                                                     |
| 12                                                         | EF Education-EasyPost                                      | 11818,69                                                   | 11594,95                                                   | 23413,64                                                   | 1613,20                                                    |
| 13                                                         | Movistar Team                                              | 10989,53                                                   | 10879,00                                                   | 21868,53                                                   | 1545,11                                                    |
| 14                                                         | Israel-Premier Tech                                        | 10022,00                                                   | 11723,33                                                   | 21745,33                                                   | 123,20                                                     |
| 15                                                         | Jayco AlUla                                                | 10737,65                                                   | 10625,30                                                   | 21362,95                                                   | 382,38                                                     |
| 16                                                         | Intermarché-Wanty                                          | 10492,28                                                   | 9915,00                                                    | 20407,28                                                   | 955,67                                                     |
| 17                                                         | Team dsm-firmenich PostNL                                  | 9102,20                                                    | 9646,63                                                    | 18748,83                                                   | 1658,45                                                    |
| 18                                                         | Cofidis                                                    | 10437,41                                                   | 7889,84                                                    | 18327,25                                                   | 421,58                                                     |
| 19                                                         | Arkéa-B&B Hotels                                           | 7229,00                                                    | 8735,00                                                    | 15964,00                                                   | 2363,25                                                    |
| 20                                                         | Uno-X Mobility                                             | 6569,00                                                    | 8938,67                                                    | 15507,67                                                   | 456,33                                                     |
| 21                                                         | Astana Qazaqstan Team                                      | 7044,44                                                    | 6563,24                                                    | 13607,68                                                   | 1899,99                                                    |
| 22                                                         | TotalEnergies                                              | 5765,00                                                    | 4897,00                                                    | 10662,00                                                   | 2945,68                                                    |

## Classement UCI individuel en fin de saison
| 29  | Stefan Küng      | 2022,00 |
| 42  | Valentin Madouas | 1553,00 |
| 52  | David Gaudu      | 1403,00 |
| 54  | Romain Grégoire  | 1363,00 |
| 60  | Laurence Pithie  | 1358,00 |
| 62  | Lenny Martinez   | 1246,00 |
| 127 | Quentin Pacher   | 760,00  |
| 177 | Rudy Molard      | 574,00  |
| 189 | Paul Penhoët     | 547,00  |
| 282 | Kevin Geniets    | 323,00  |

| 372  | Samuel Watson    | 233,00 |
| 383  | Lewis Askey      | 229,00 |
| 462  | Thibaud Gruel    | 185,00 |
| 540  | Enzo Paleni      | 148,00 |
| 581  | Rémy Rochas      | 130,00 |
| 590  | Clément Russo    | 126,00 |
| 722  | Eddy Le Huitouze | 92,00  |
| 991  | Reuben Thompson  | 59,00  |
| 1014 | Marc Sarreau     | 56,00  |
| 1026 | Fabian Lienhard  | 55,00  |

| 1685 | Cyril Barthe        | 21,00 |
| 1428 | Sven Erik Bystrøm   | 21,00 |
| 1822 | Lorenzo Germani     | 19,00 |
| 2478 | Matthew Walls       | 5,00  |
| 2721 | Lars van den Berg   | 3,00  |
| -    | Clément Davy        | 0,00  |
| -    | Ignatas Konovalovas | 0,00  |
| -    | Olivier Le Gac      | 0,00  |